# Angoisse (Dordogne)
Pour les articles homonymes, voir Angoisse (homonymie).
Angoisse est une commune française située dans le département de la Dordogne, en région Nouvelle-Aquitaine, dans le Périgord vert.

## Géographie

### Généralités
Angoisse est une commune du quart nord-est du département de la Dordogne, en Nontronnais. C'est une commune rurale qui fait partie de l'aire d'attraction de Saint-Yrieix-la-Perche. Elle est bordée par la Loue.
Traversé par la route départementale (RD) 80, le bourg d'Angoisse est situé 500 mètres à l'ouest de la RD 704 (l'ancienne route nationale 704) et, en distances orthodromiques, quatre kilomètres au nord de Lanouaille, onze kilomètres au sud-sud-ouest de Saint-Yrieix-la-Perche et dix-sept kilomètres à l'est de Thiviers

### Communes limitrophes
Angoisse est limitrophe de quatre autres communes. Au sud-ouest, son territoire est distant d'environ 400 mètres de celui de Dussac. Au nord-est, le territoire communal de Glandon, en Haute-Vienne, est à environ 450 mètres.
| Sarlande |            |                  |
|          | Angoisse   | Payzac           |
|          | Lanouaille | Savignac-Lédrier |

### Géologie et relief

#### Géologie
Situé sur la plaque nord du Bassin aquitain et bordé à son extrémité nord-est par une frange du Massif central, le département de la Dordogne présente une grande diversité géologique. Les terrains sont disposés en profondeur en strates régulières, témoins d'une sédimentation sur cette ancienne plate-forme marine. Le département peut ainsi être découpé sur le plan géologique en quatre gradins différenciés selon leur âge géologique. Angoisse est dans le gradin extrême nord-est que constitue le dernier contrefort du Massif central, avec des roches cristallines formées à l’ère primaire, antérieurement au Carbonifère.
Les couches affleurantes sur le territoire communal sont constituées de formations superficielles du Quaternaire datant du Cénozoïque et du Paléozoïque, ainsi que de roches métamorphiques. La formation la plus ancienne, notée λ3-4b, fait partie des leptynites de Saint-Yrieix, Meuzac et Sarlande, composée d'ortho-leptynites (métarhyolites ?) à biotite seule ou à biotite et muscovite à grain fin à moyen (Cambrien à Ordovicien). La formation la plus récente, notée Fy3-z, fait partie des formations superficielles de type alluvions subactuelles à actuelles. Le descriptif de ces couches est détaillé dans  la feuille « no 736 - Saint-Yrieix-la-Perche » de la carte géologique au 1/50 000 de la France métropolitaine, et sa notice associée.

Carte géologique d'Angoisse.

#### Relief et paysages
Le département de la Dordogne se présente comme un vaste plateau incliné du nord-est (491 m, à la forêt de Vieillecour dans le Nontronnais, à Saint-Pierre-de-Frugie) au sud-ouest (2 m à Lamothe-Montravel). L'altitude du territoire communal varie quant à elle entre 239 m et 364 m,.
Dans le cadre de la Convention européenne du paysage entrée en vigueur en France le 1er juillet 2006, renforcée par la loi du 8 août 2016 pour la reconquête de la biodiversité, de la nature et des paysages, un atlas des paysages de la Dordogne a été élaboré sous maîtrise d’ouvrage de l’État et publié en octobre 2020. Les paysages du département s'organisent en huit unités paysagères et 14 sous-unités. La commune est dans l'unité paysagère du « Périgord limousin » qui correspond à la région naturelle du Nontronnais. Ce territoire forme un plateau collinaire aux pentes douces et sommets arasés, d’altitude moyenne autour des 300 m dont le point culminant est également celui de la Dordogne. Ce plateau cristallin est vallonné et dominé par les prairies aux horizons boisés. Il est entaillé de vallées profondes aux versants forestiers,.
La superficie cadastrale de la commune publiée par l'Insee, qui sert de référence dans toutes les statistiques, est de 23,13 km2,,. La superficie géographique, issue de la BD Topo, composante du Référentiel à grande échelle produit par l'IGN, est quant à elle de 23,82 km2.

### Hydrographie

#### Réseau hydrographique
La commune est située dans le bassin de la Dordogne au sein du Bassin Adour-Garonne. Elle est drainée par la Loue et la Haute-Loue, par la Ganne et par divers petits cours d'eau, qui constituent un réseau hydrographique de 36 km de longueur totale,.
La Loue, d'une longueur totale de 50,87 km, prend sa source dans la Haute-Vienne dans la commune de Saint-Yrieix-la-Perche et se jette dans l'Isle en rive gauche à Coulaures,. Elle borde la commune à l'ouest sur près de huit kilomètres, face à Sarlande.
La Haute Loue (ou Coulon dans sa partie amont), d'une longueur totale de 18,6 km, prend sa source dans la commune de Payzac et se jette dans la Loue en rive gauche en limite de Lanouaille et Saint-Médard-d'Excideuil,. Elle forme au sud-est de la commune l'étang de Rouffiac (ou lac de Rouffiac-en-Périgord), alimenté par le Coulon, branche-mère de la Haute-Loue, ainsi que par la Ganne.
La Ganne, affluent de rive droite de la Haute-Loue, traverse le territoire communal de l'est au sud-est sur quatre kilomètres et demi.

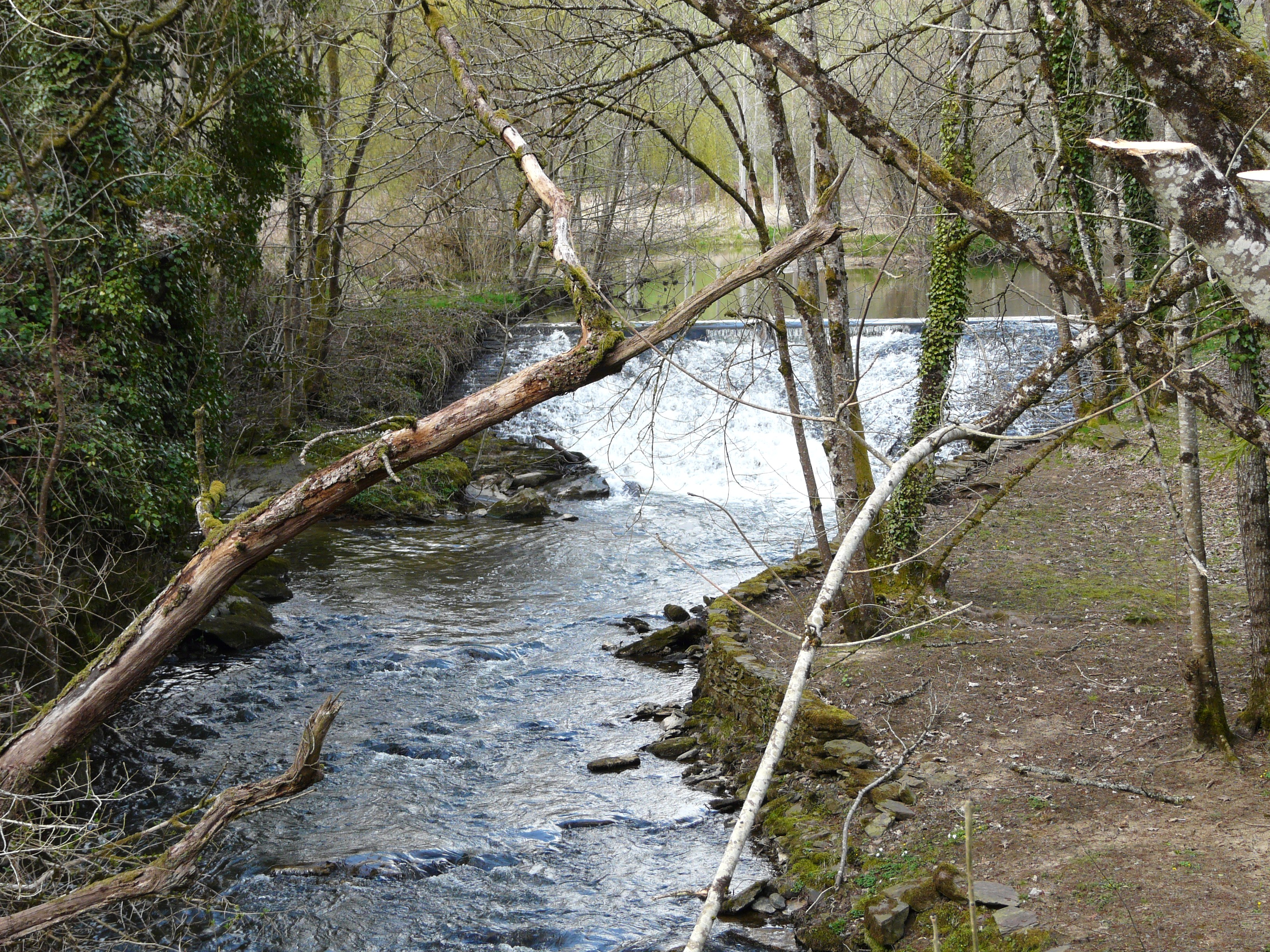
La Loue au moulin de Beausoleil, en limite de Sarlande (à gauche) et d'Angoisse.
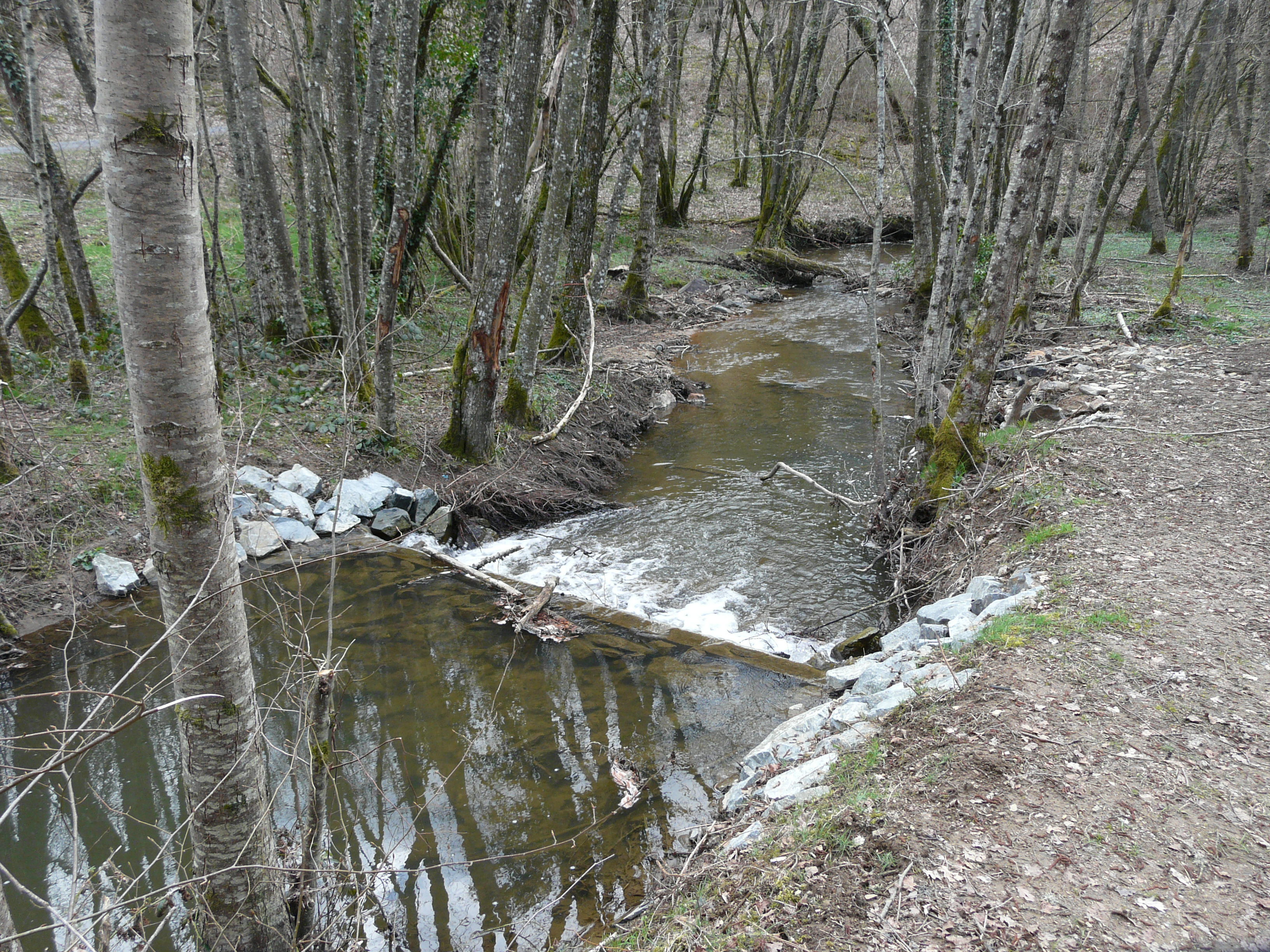
Le Coulon juste en amont de l'étang de Rouffiac, en limite de Payzac (à gauche) et d'Angoisse.
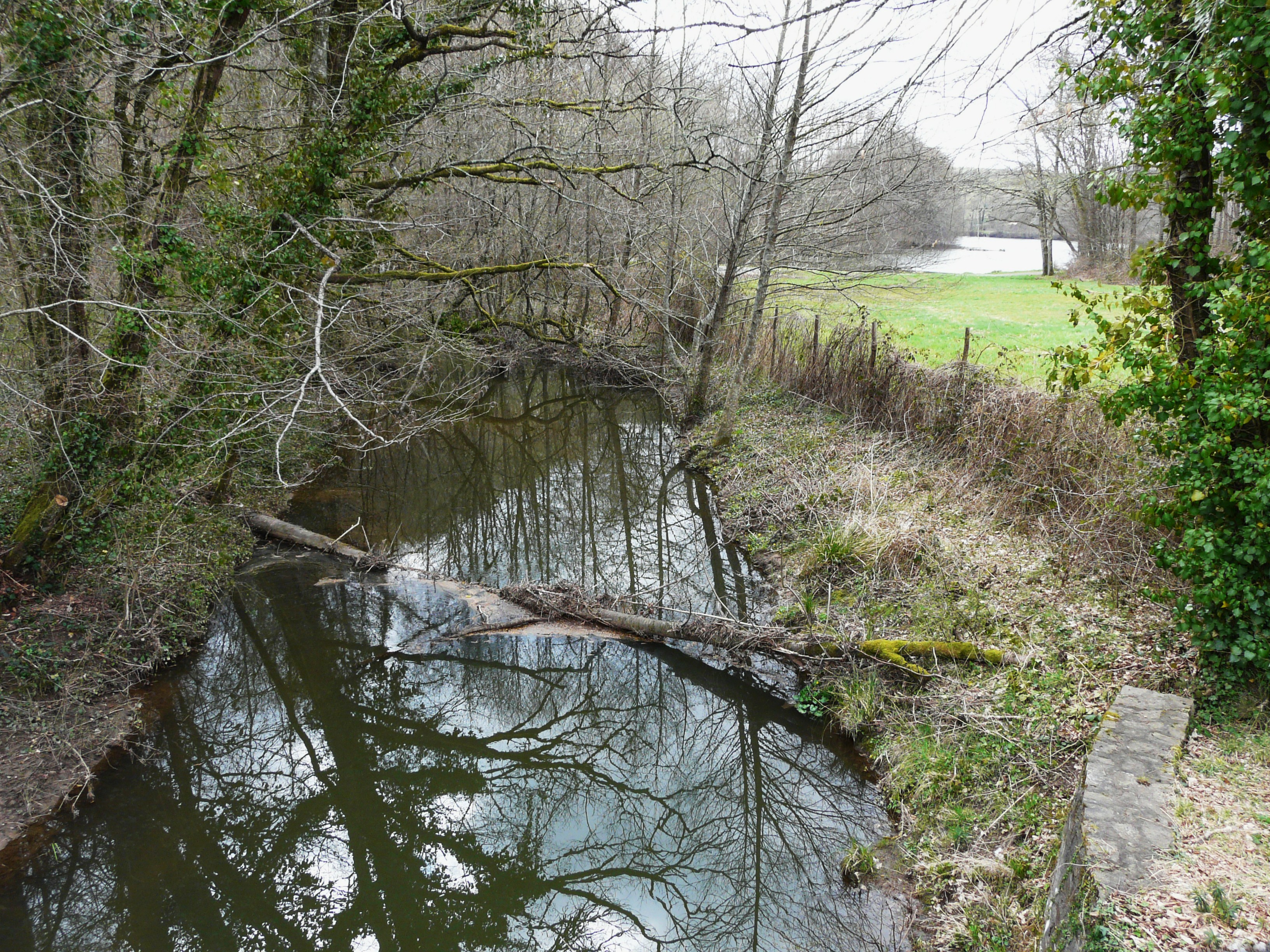
La Ganne juste en amont de l'étang de Rouffiac.
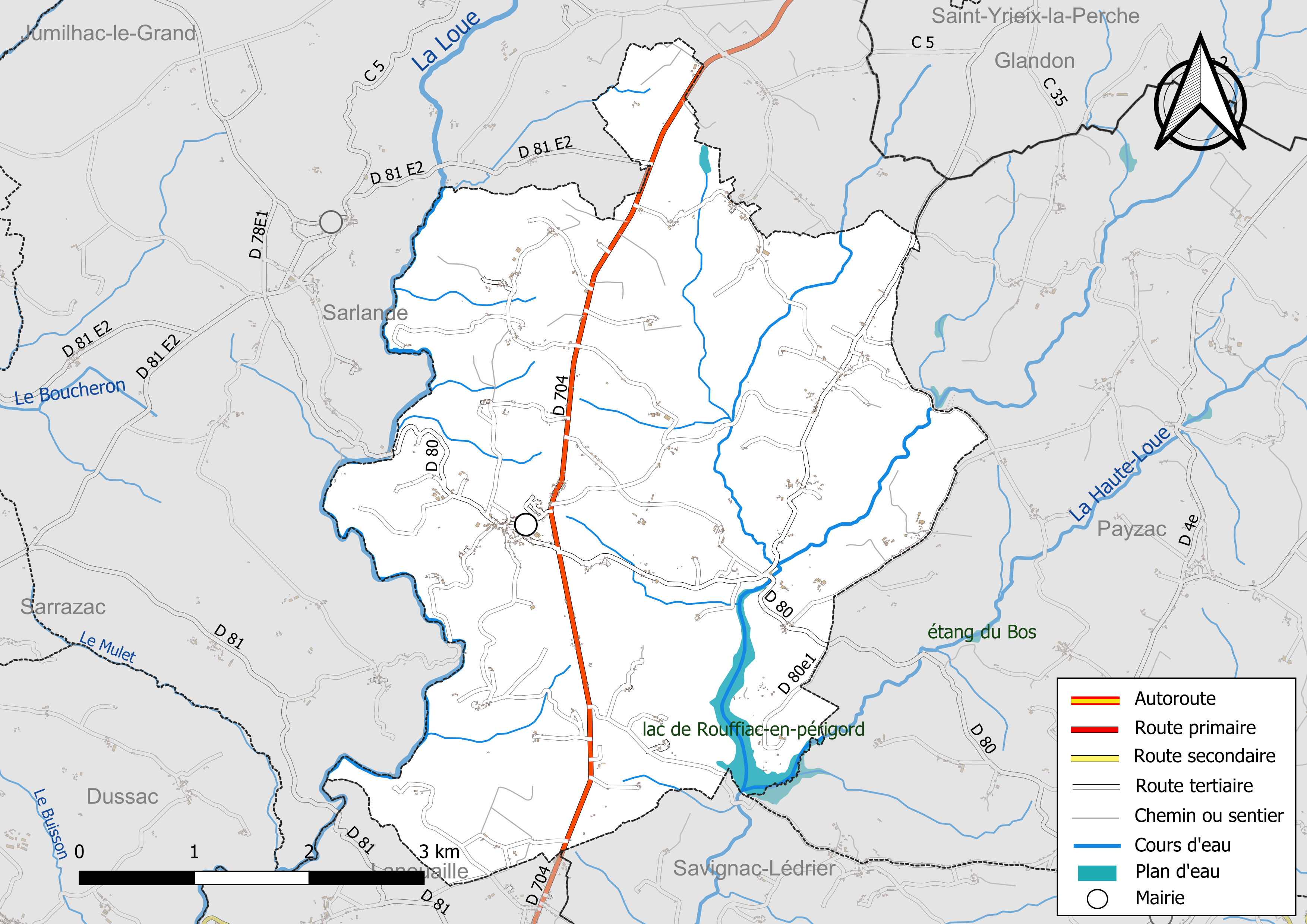
Réseaux hydrographique et routier d'Angoisse.

#### Gestion et qualité des eaux
Le territoire communal est couvert par le schéma d'aménagement et de gestion des eaux (SAGE) « Isle - Dronne ». Ce document de planification, dont le territoire regroupe les bassins versants de l'Isle et de la Dronne, d'une superficie de 7 500 km2, a été approuvé le 2 août 2021. La structure porteuse de l'élaboration et de la mise en œuvre est l'établissement public territorial de bassin de la Dordogne (EPIDOR). Il définit sur son territoire les objectifs généraux d’utilisation, de mise en valeur et de protection quantitative et qualitative des ressources en eau superficielle et souterraine, en respect des objectifs de qualité définis dans le troisième SDAGE  du Bassin Adour-Garonne qui couvre la période 2022-2027, approuvé le 10 mars 2022.
La qualité des eaux de baignade et des cours d’eau peut être consultée sur un site dédié géré par les agences de l’eau et l’Agence française pour la biodiversité.

### Climat
Pour des articles plus généraux, voir Climat de la Nouvelle-Aquitaine et Climat de la Dordogne.
Historiquement, la commune est exposée à un climat océanique aquitain.  
En 2020, Météo-France publie une typologie des climats de la France métropolitaine dans laquelle la commune est exposée à un climat océanique altéré et est dans la région climatique Ouest et nord-ouest du Massif Central, caractérisée par une pluviométrie annuelle de 900 à 1 500 mm, maximale en automne et en hiver.
Pour la période 1971-2000, la température annuelle moyenne est de 11,6 °C, avec  une amplitude thermique annuelle de 14,9 °C. Le cumul annuel moyen de précipitations est de 1 099 mm, avec 13,3 jours de précipitations en janvier et 7,8 jours en juillet. Pour la période 1991-2020, la température moyenne annuelle observée sur la station météorologique la plus proche, située sur la commune de Saint-Yrieix-la-Perche à 10,91 km à vol d'oiseau, est de 0,0 °C et le cumul annuel moyen de précipitations est de 0,0 mm,. Pour l'avenir, les paramètres climatiques de la commune estimés pour 2050 selon différents scénarios sont consultables sur un site dédié publié par Météo-France en novembre 2022.

## Urbanisme

### Typologie
Au 1er janvier 2024, Angoisse est catégorisée commune rurale à habitat très dispersé, selon la nouvelle grille communale de densité à 7 niveaux définie par l'Insee en 2022.
Elle est située hors unité urbaine. Par ailleurs la commune fait partie de l'aire d'attraction de Saint-Yrieix-la-Perche, dont elle est une commune de la couronne,. Cette aire, qui regroupe 11 communes, est catégorisée dans les aires de moins de 50 000 habitants,.

### Occupation des sols
L'occupation des sols de la commune, telle qu'elle ressort de la base de données européenne d’occupation biophysique des sols Corine Land Cover (CLC), est marquée par l'importance des territoires agricoles (70,5 % en 2018), une proportion sensiblement équivalente à celle de 1990 (69,9 %). La répartition détaillée en 2018 est la suivante : 
zones agricoles hétérogènes (56 %), forêts (26,9 %), prairies (6,8 %), terres arables (4 %), cultures permanentes (3,7 %), eaux continentales (1,5 %), zones urbanisées (1,1 %). L'évolution de l’occupation des sols de la commune et de ses infrastructures peut être observée sur les différentes représentations cartographiques du territoire : la carte de Cassini (XVIIIe siècle), la carte d'état-major (1820-1866) et les cartes ou photos aériennes de l'IGN pour la période actuelle (1950 à aujourd'hui).

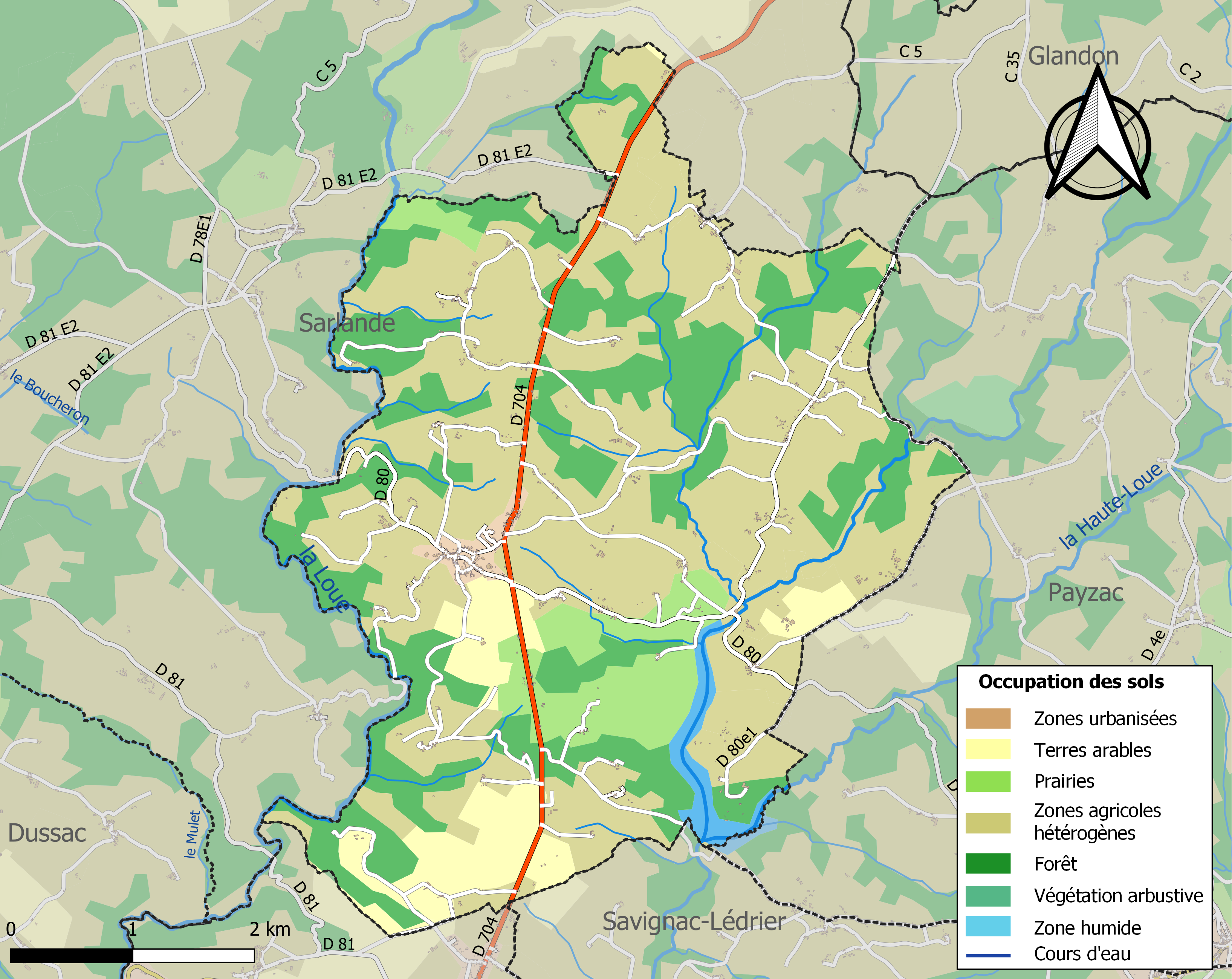
Carte des infrastructures et de l'occupation des sols de la commune en 2018 (CLC).

### Villages, hameaux et lieux-dits
Outre le bourg d'Angoisse proprement dit, le territoire se compose d'autres villages ou hameaux, ainsi que de lieux-dits :
- Balladoux
- Bas Vendeuil
- Beausoleil
- Bellevue
- las Bessouillas
- Bois de la Blaye
- Bois de Rouffiac
- las Boueygeas
- Bournagoux
- la Brugère
- le Burg
- le Car
- le Chalard
- Champ Bourdier
- Chantalouette
- le Chariaud
- Château Bouché
- Château de Roufiac
- les Chatignauds
- Chavanac
- la Chênerie
- Clos Paradis
- Croix de Malavaux
- l'Échinlerie
- Festugière
- Fondartigeas
- Godoney
- la Grande Tour
- les Grands Bois
- la Grelière
- l'Hépital
- la Jarousse
- Jassat
- Lac de Rouffiac en Périgord
- Lage
- Lambertie
- Lascaud Lescure
- le Maine
- Malavaud
- Maziaud
- le Moulin de Gabessou
- Moulin de la Jarousse
- Moulin de Laporte
- Moulin du Large
- le Moulin de Pinaud
- les Noches
- le Petit Chatreix
- la Peyrière
- Peytignoux
- Pierrebrune
- le Point du Jour
- Pont de la Chênerie
- la Pouge
- la Pouyade
- le Pradeau
- le Pré Rigaud
- Puy de la Ganne
- les Renardières
- las Rivaillas
- Rouchut
- Rouffiaguet
- les Salles
- le Terrail
- Truffin
- la Tuilière
- le Tuquet
- Vendeuil
- Vergnas
- la Veyssière Basse
- la Veyssière Haute
- la Vigne
- Vignolas.

### Prévention des risques
Le territoire de la commune d'Angoisse est vulnérable à différents aléas naturels : météorologiques (tempête, orage, neige, grand froid, canicule ou sécheresse), feux de forêts et séisme (sismicité très faible). Il est également exposé à un risque particulier : le risque de radon. Un site publié par le BRGM permet d'évaluer simplement et rapidement les risques d'un bien localisé soit par son adresse soit par le numéro de sa parcelle.

#### Risques naturels

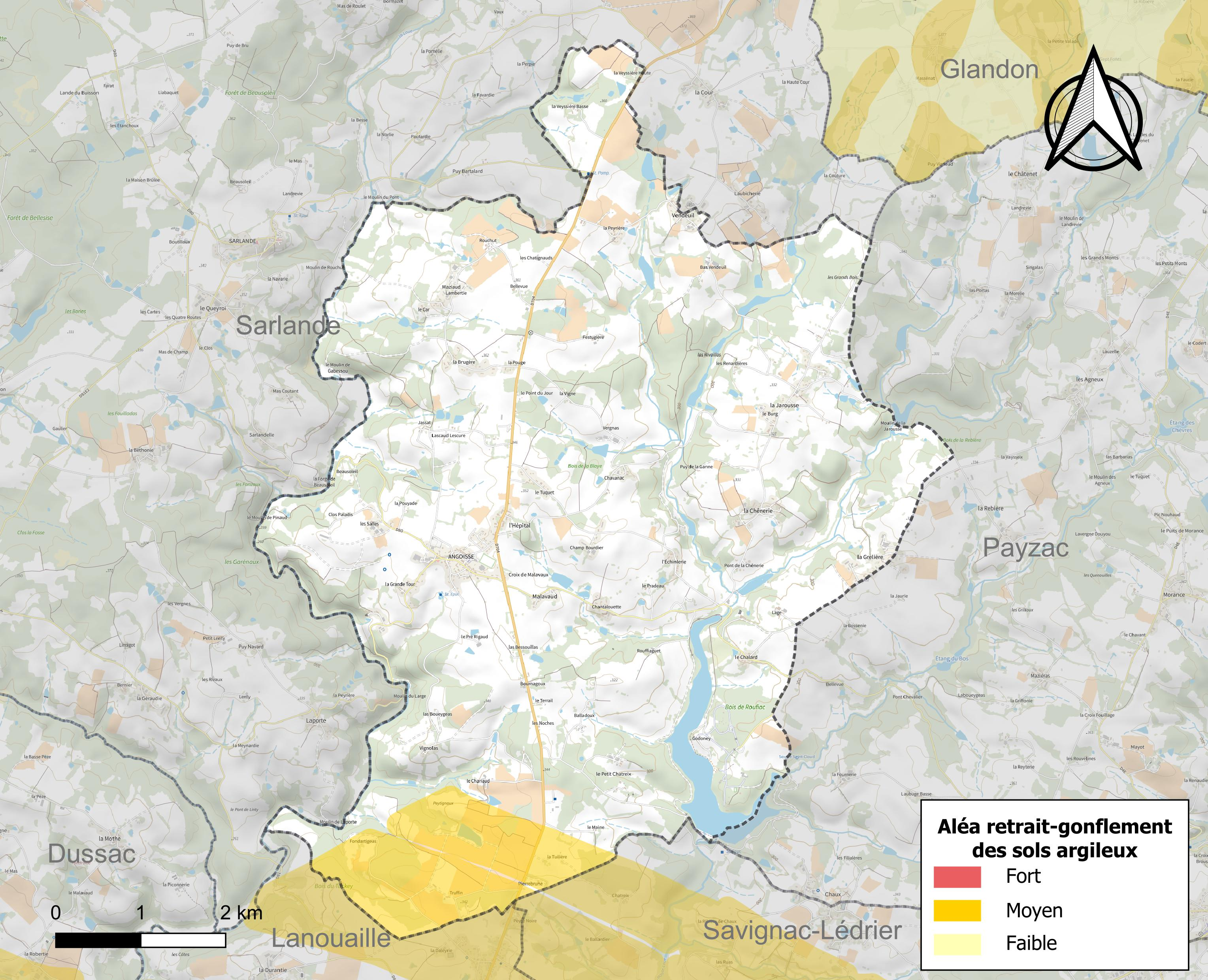
Carte des zones d'aléa retrait-gonflement des sols argileux d'Angoisse.

Angoisse est exposée au risque de feu de forêt. L’arrêté préfectoral du 14 mars 2013 fixe les conditions de pratique des incinérations et de brûlage dans un objectif de réduire le risque de départs d’incendie. À ce titre, des périodes sont déterminées : interdiction totale du 15 février au 15 mai et du 15 juin au 15 octobre, utilisation réglementée du 16 mai au 14 juin et du 16 octobre au 14 février. En septembre 2020, un plan inter-départemental de protection des forêts contre les incendies (PidPFCI) a été adopté pour la période 2019-2029,.
Le retrait-gonflement des sols argileux est susceptible d'engendrer des dommages importants aux bâtiments en cas d’alternance de périodes de sécheresse et de pluie. 7 % de la superficie communale est en aléa moyen ou fort (58,6 % au niveau départemental et 48,5 % au niveau national métropolitain). Depuis le 1er octobre 2020, en application de la loi ÉLAN, différentes contraintes s'imposent aux vendeurs, maîtres d'ouvrages ou constructeurs de biens situés dans une zone classée en aléa moyen ou fort,.
La commune a été reconnue en état de catastrophe naturelle au titre des dommages causés par les inondations et coulées de boue survenues en 1982, 1993, 1997 et 1999 et par des mouvements de terrain en 1999.

#### Risque particulier
Dans plusieurs parties du territoire national, le radon, accumulé dans certains logements ou autres locaux, peut constituer une source significative d’exposition de la population aux rayonnements ionisants. Selon la classification de 2018, la commune d'Angoisse est classée en zone 3, à savoir zone à potentiel radon significatif.

## Toponymie

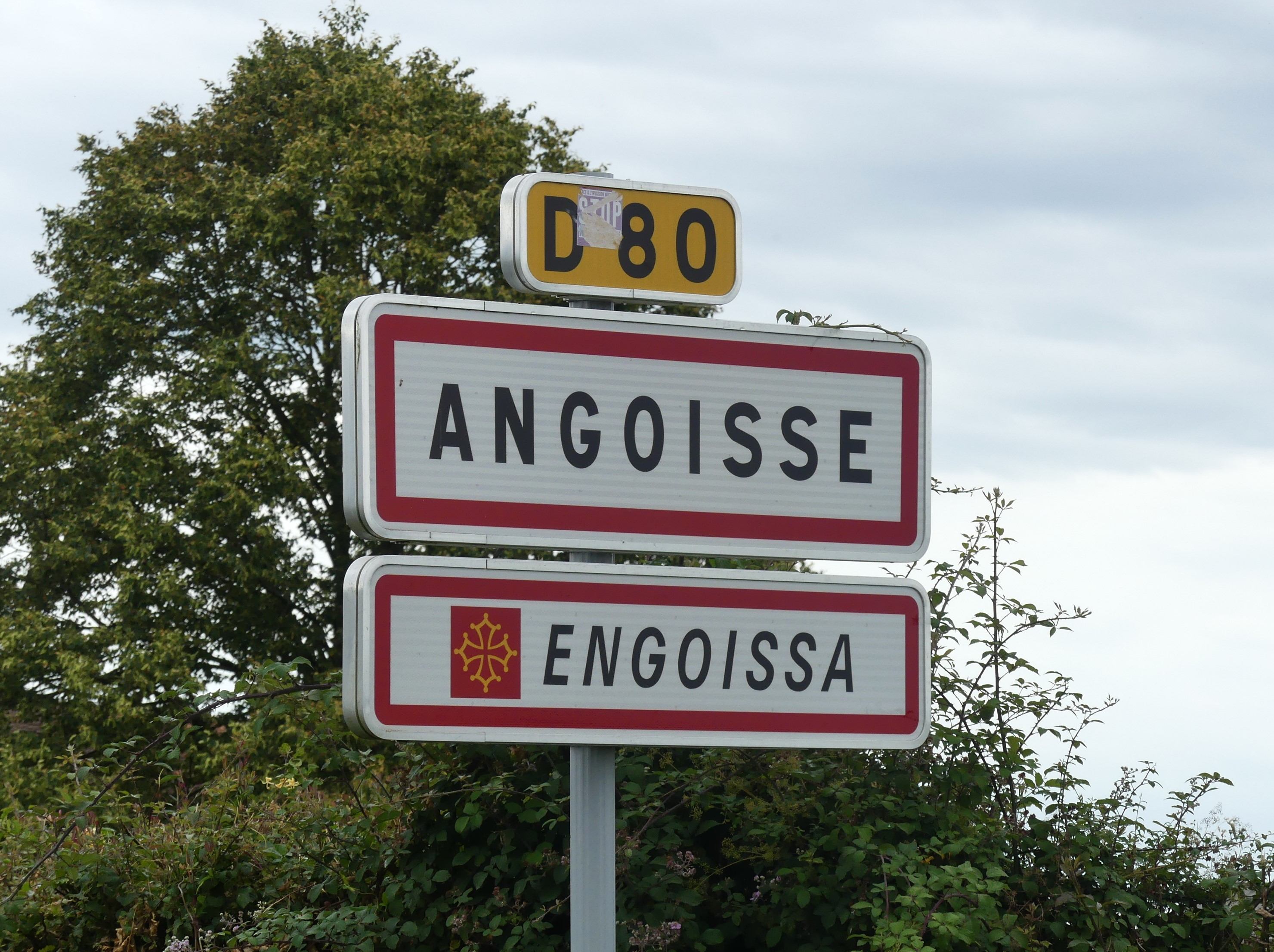
Panneau d'entrée au bourg en français et occitan.

La première mention écrite connue du lieu apparait au XIIIe siècle sous la forme Engoischa dans un pouillé.
Le nom d'Angoisse provient de l'occitan angoissa signifiant « défilé, gorge » (probablement ceux/celles des vallées de la Loue et de la Haute Loue), dérivé du latin angustia.
En occitan, la commune porte le nom d'Engoissa,.

## Histoire
Angoisse est une ancienne possession médiévale des hospitaliers de Jérusalem. Au XVIe siècle, le village se nomme « Hospital d'Angouisse ».

## Politique et administration

### Rattachements administratifs
La commune d'Angoisse a, dès 1790, été rattachée au canton de Dussac qui dépendait du district d'Excideuil jusqu'en 1795, date de suppression des districts. Lorsque ce canton est supprimé par la loi du 8 pluviôse an IX (28 janvier 1801) portant sur la « réduction du nombre de justices de paix », la commune est rattachée au  canton de Lanouaille nouvellement créé et dépendant de l'arrondissement de Nontron.

### Intercommunalité
Fin 2002, Angoisse rejoint la communauté de communes Auvézère Loue qui, quelques mois plus tard, prend le nom de communauté de communes du Pays de Lanouaille. Celle-ci, agrandie en 2017, prend le nom de communauté de communes Isle-Loue-Auvézère en Périgord.

### Administration municipale
La population de la commune étant comprise entre 500 et 1 499 habitants au recensement de 2017, quinze conseillers municipaux ont été élus en 2020,.

### Liste des maires
| Période                                  | Période  | Identité       | Étiquette  | Qualité          |
| ---------------------------------------- | -------- | -------------- | ---------- | ---------------- |
| Les données manquantes sont à compléter. |          |                |            |                  |
|                                          |          | Marc Roques    |            |                  |
| 1977                                     |          | Louis Roques   |            |                  |
|                                          | 1983     | Vaucheret      |            |                  |
| 1983                                     | 1989     | Laurence Agate | SE         | Assistante       |
| mars 1989 (réélu en mai 2020)            | En cours | Joël Gadaud    | SE puis PS | Retraité artisan |

## Équipements et services publics

### Eau
En 2024, la commune dépend du Syndicat intercommunal d'alimentation en eau potable (SIAEP) du Nord Est Périgord.

### Justice
Dans le domaine judiciaire, Angoisse relève : 
- du tribunal judiciaire, du tribunal pour enfants, du conseil de prud'hommes et du tribunal de commerce de Périgueux ;
- du pôle Nationalité du tribunal judiciaire de Périgueux (compétent uniquement dans le domaine de la nationalité) ;
- de la cour d'appel, du tribunal administratif et de la cour administrative d'appel de Bordeaux.

## Population et société

### Démographie
Les habitants d'Angoisse se nomment les Angoissais.
L'évolution du nombre d'habitants est connue à travers les recensements de la population effectués dans la commune depuis 1793. Pour les communes de moins de 10 000 habitants, une enquête de recensement portant sur toute la population est réalisée tous les cinq ans, les populations de référence des années intermédiaires étant quant à elles estimées par interpolation ou extrapolation. Pour la commune, le premier recensement exhaustif entrant dans le cadre du nouveau dispositif a été réalisé en 2007.

En 2022, la commune comptait 595 habitants, en évolution de −1,65 % par rapport à 2016 (Dordogne : +0,37 %, France hors Mayotte : +2,11 %).
| 1793  | 1800 | 1806  | 1821  | 1831  | 1836  | 1841  | 1846  | 1851  |
| ----- | ---- | ----- | ----- | ----- | ----- | ----- | ----- | ----- |
| 1 075 | 840  | 1 033 | 1 241 | 1 308 | 1 337 | 1 220 | 1 388 | 1 345 |

| 1856  | 1861  | 1866  | 1872  | 1876  | 1881  | 1886  | 1891  | 1896  |
| ----- | ----- | ----- | ----- | ----- | ----- | ----- | ----- | ----- |
| 1 360 | 1 310 | 1 320 | 1 131 | 1 140 | 1 205 | 1 280 | 1 340 | 1 345 |

| 1901  | 1906  | 1911  | 1921  | 1926  | 1931  | 1936  | 1946  | 1954 |
| ----- | ----- | ----- | ----- | ----- | ----- | ----- | ----- | ---- |
| 1 354 | 1 396 | 1 342 | 1 267 | 1 174 | 1 102 | 1 070 | 1 025 | 921  |

| 1962 | 1968 | 1975 | 1982 | 1990 | 1999 | 2006 | 2007 | 2012 |
| ---- | ---- | ---- | ---- | ---- | ---- | ---- | ---- | ---- |
| 871  | 834  | 721  | 619  | 559  | 572  | 598  | 602  | 626  |

| 2017 | 2022 | - | - | - | - | - | - | - |
| ---- | ---- | - | - | - | - | - | - | - |
| 588  | 595  | - | - | - | - | - | - | - |

### Sports
En cyclisme, la base départementale de Rouffiac a été le lieu de départ de la 2e étape du Tour du Limousin-Nouvelle-Aquitaine en :
- 2018, qui se termine à Grèzes, après 176,7 km de course ;
- 2019, qui se termine à Trélissac, après 182,9 km de course ;
- 2020, qui se termine au Grand Étang de Saint-Estèphe, après 173,9 km de course.

## Économie

### Emploi
En 2021, parmi la population communale comprise entre 15 et 64 ans, les actifs représentent 271 personnes, soit 45,8 % de la population municipale. Le nombre de chômeurs (24) a diminué par rapport à 2015 (29) et le taux de chômage de cette population active s'établit à 8,8 %.

### Activités hors agriculture

#### Secteurs d'activités
38 établissements marchands non agricoles sont économiquement actifs en 2021 à Angoisse,.
| Secteur d'activité                                                                                        | Commune | Commune | Département |
| Secteur d'activité                                                                                        | Nombre  | %       | %           |
| --- | ------- | ------- | ----------- |
| Ensemble                                                                                                  | 38      |         |             |
| Industrie manufacturière, industries extractives et autres                                                | 2       | 5,3 %   | (8,4 %)     |
| Construction                                                                                              | 10      | 26,3 %  | (13,4 %)    |
| Commerce de gros et de détail, transports, hébergement et restauration                                    | 9       | 23,7 %  | (28,2 %)    |
| Information et communication                                                                              | 0       | 0,0 %   | (1,8 %)     |
| Activités financières et d'assurance                                                                      | 0       | 0,0 %   | (3,6 %)     |
| Activités immobilières                                                                                    | 7       | 18,4 %  | (6,7 %)     |
| Activités spécialisées, scientifiques et techniques et activités de services administratifs et de soutien | 2       | 5,3 %   | (15 %)      |
| Administration publique, enseignement, santé humaine et action sociale                                    | 2       | 5,3 %   | (12,8 %)    |
| Autres activités de services                                                                              | 6       | 15,8 %  | (10,1 %)    |

Le secteur de la construction est prépondérant sur la commune puisqu'il représente 26,3 % du nombre total d'établissements de la commune (10 sur les 38 entreprises implantées  à Angoisse), contre 13,4 % au niveau départemental.

#### Entreprises et commerces
L'entreprise ayant son siège social sur le territoire communal qui a généré le plus de chiffre d'affaires en 2023 est Atoutbat, vente à domicile (331 k€).

### Agriculture
La commune est dans le « Nontronnais », une petite région agricole dans le département de la Dordogne. En 2020, l'orientation technico-économique de l'agriculture  sur la commune est la combinaisons de granivores (porcins, volailles). 
|               | 1988  | 2000  | 2010  | 2020  |
| ------------- | ----- | ----- | ----- | ----- |
| Exploitations | 56    | 44    | 39    | 25    |
| SAU (ha)      | 1 510 | 1 449 | 1 369 | 1 116 |

Le nombre d'exploitations agricoles en activité et ayant leur siège dans la commune est passé de 56 lors du recensement agricole de 1988  à 44 en 2000 puis à 39 en 2010 et enfin à 25 en 2020, soit une baisse de 55 % en 32 ans. Le même mouvement est observé à l'échelle du département qui a perdu pendant cette période 60 % de ses exploitations (passant de 15 825 à 6 328),. La surface agricole utilisée sur la commune a également diminué, passant de 1 510 ha en 1988 à 1 116 ha en 2020. Parallèlement la surface agricole utilisée moyenne par exploitation a augmenté, passant de 27 à 45 ha.

## Culture locale et patrimoine

### Lieux et monuments
- Château Bouché, surplombant la vallée de la Loue, comportant des galeries souterraines maçonnées, n'a gardé qu'une tour carrée du XIVe siècle qui porte les armes des Talleyrand-Périgord.
- Château de Rouffiac, XVe et XVIIe siècles, remanié au XIXe siècle, inscrit aux monuments historiques.
- Église Saint-Martin, de styles roman et gothique, bâtie en granit.
- Étang de Rouffiac (ou lac de Rouffiac-en-Périgord) et sa base de loisirs.
- La grange ovale de l'Échinlerie[67], vestige d'une architecture rurale révolue.

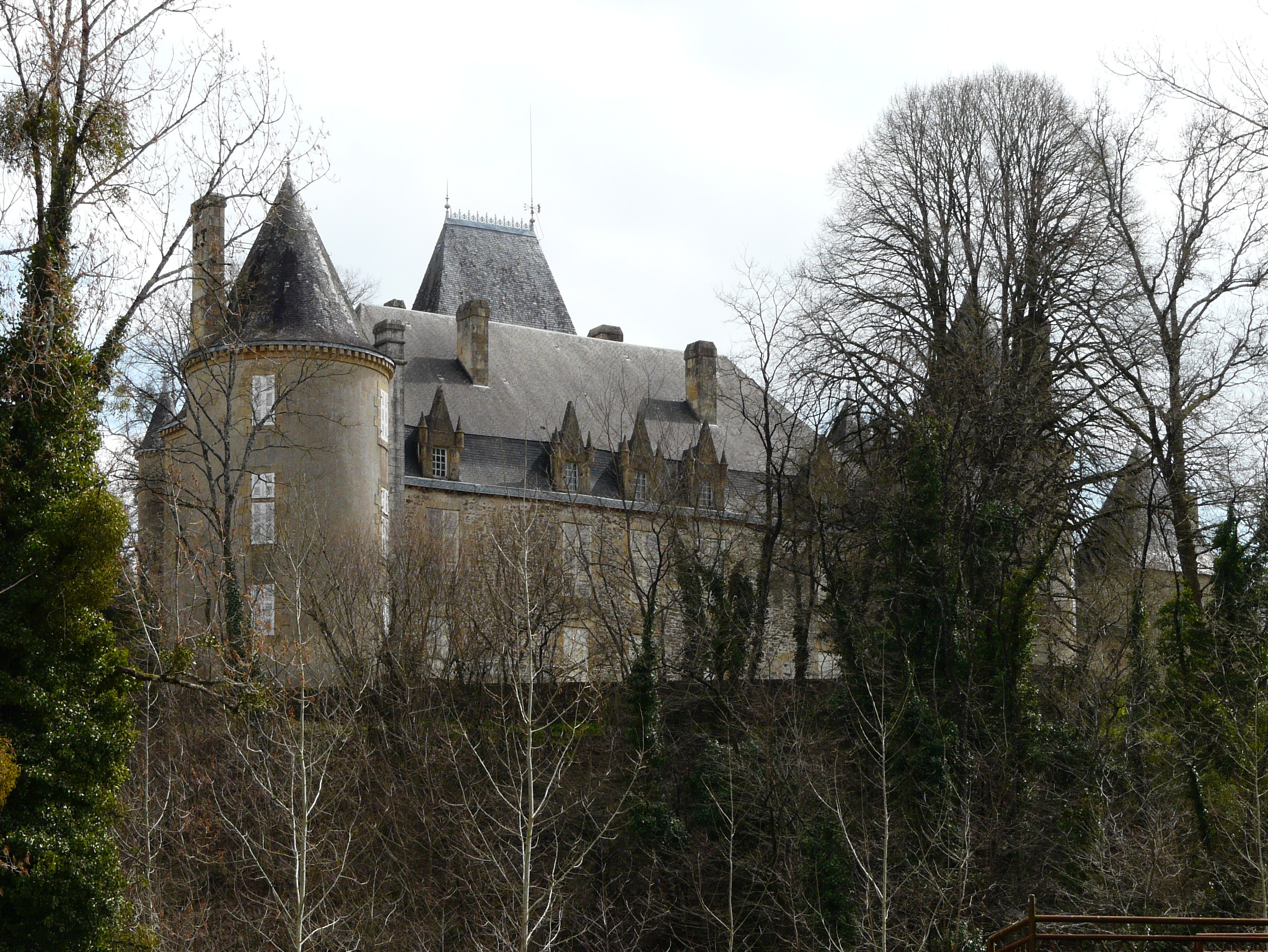
Le château de Rouffiac.
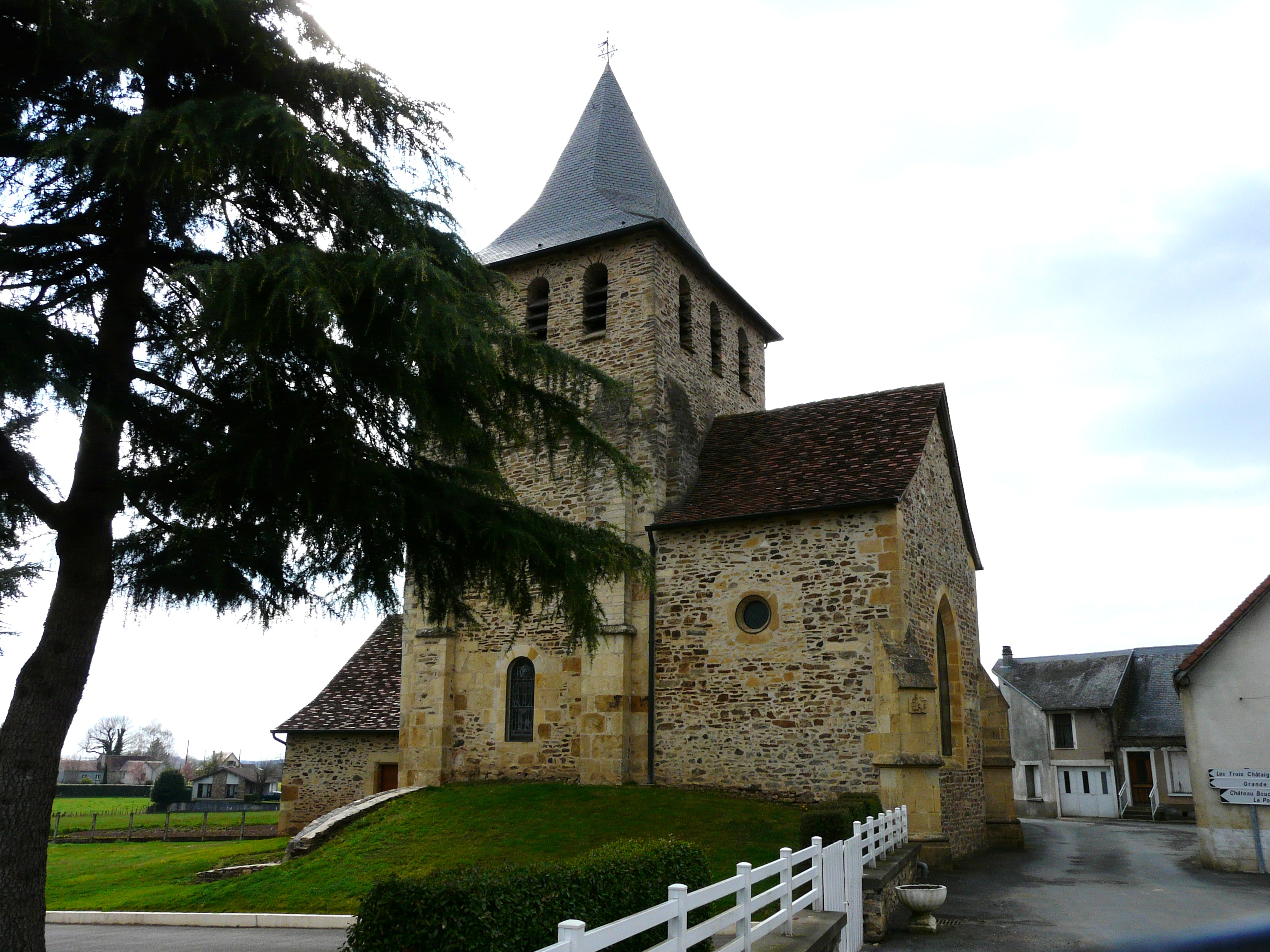
L'église Saint-Martin.
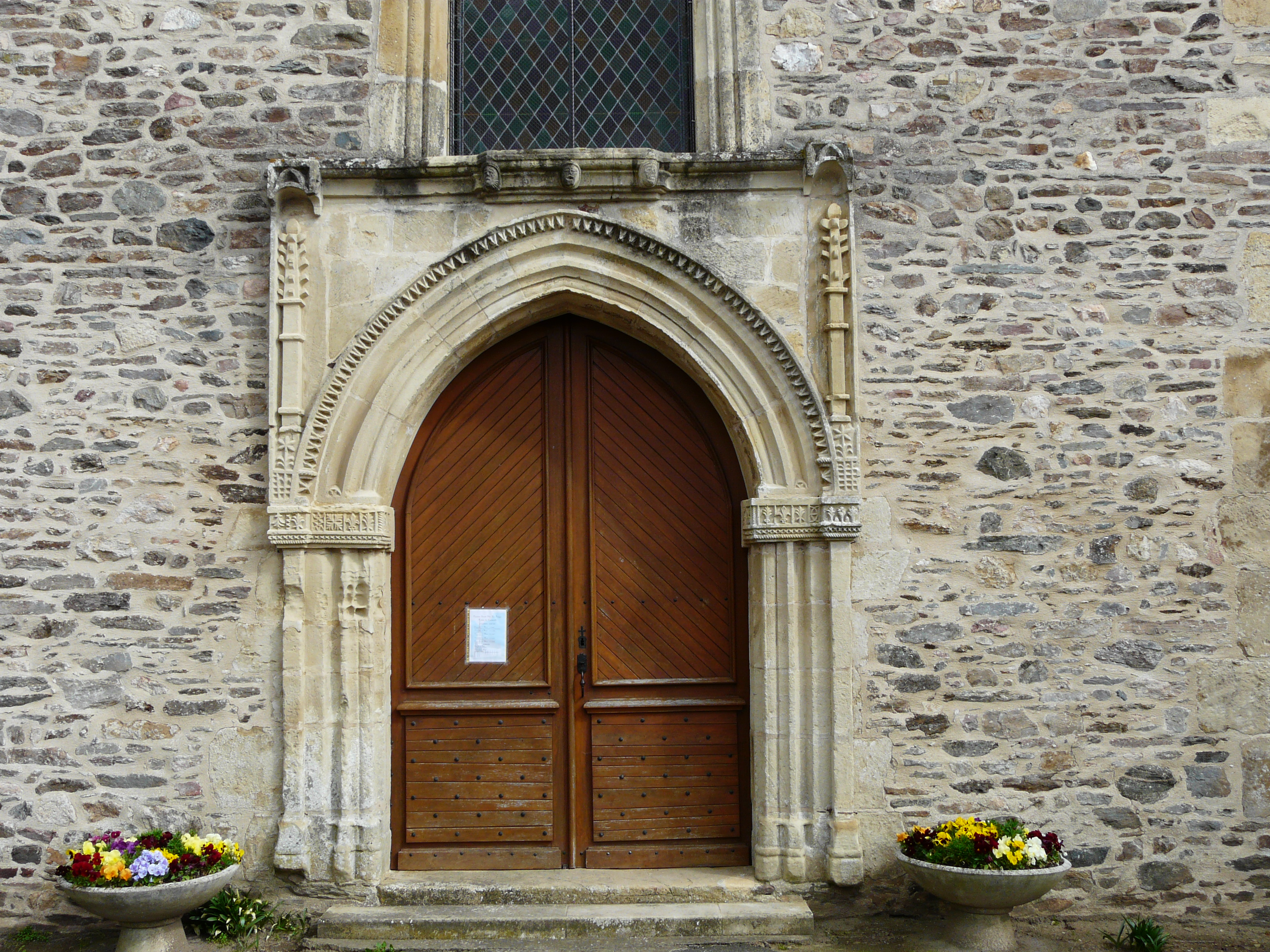
Le portail de l'église.
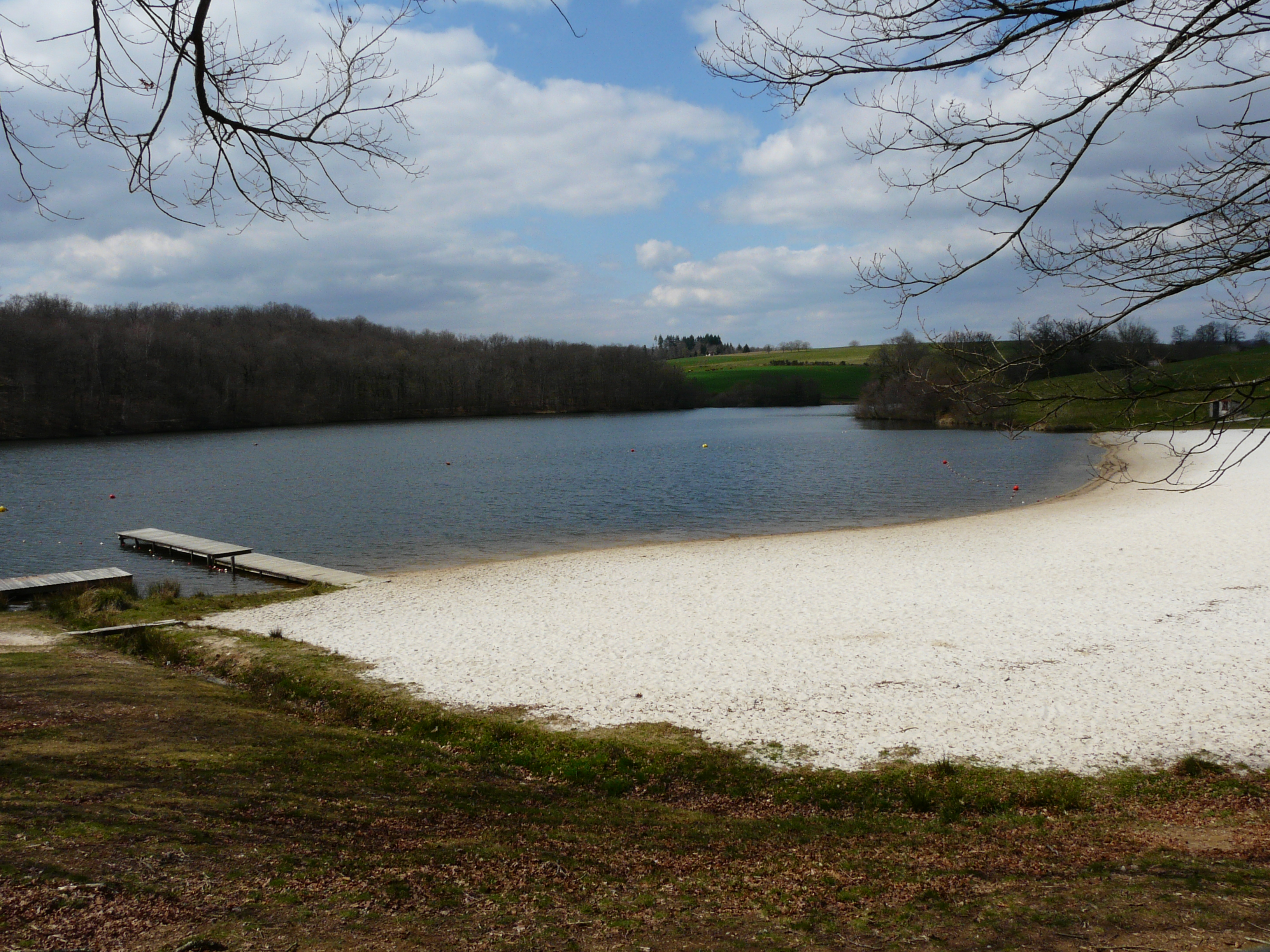
La plage de l'étang de Rouffiac.
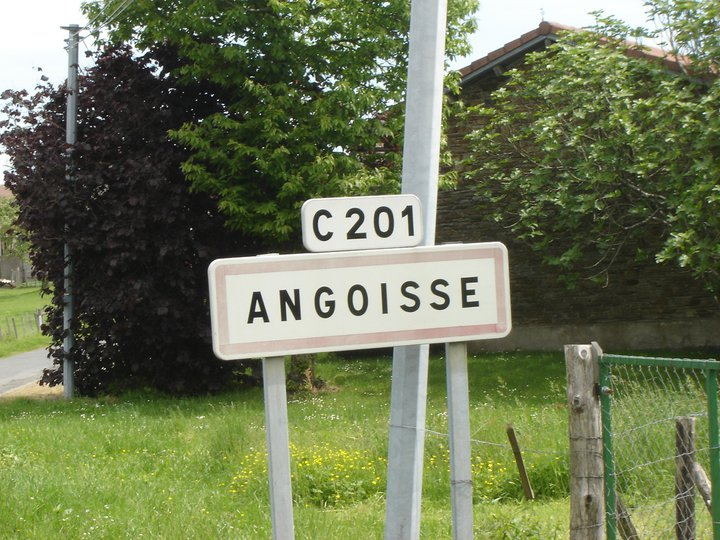
Panneau d'entrée au bourg d'Angoisse.
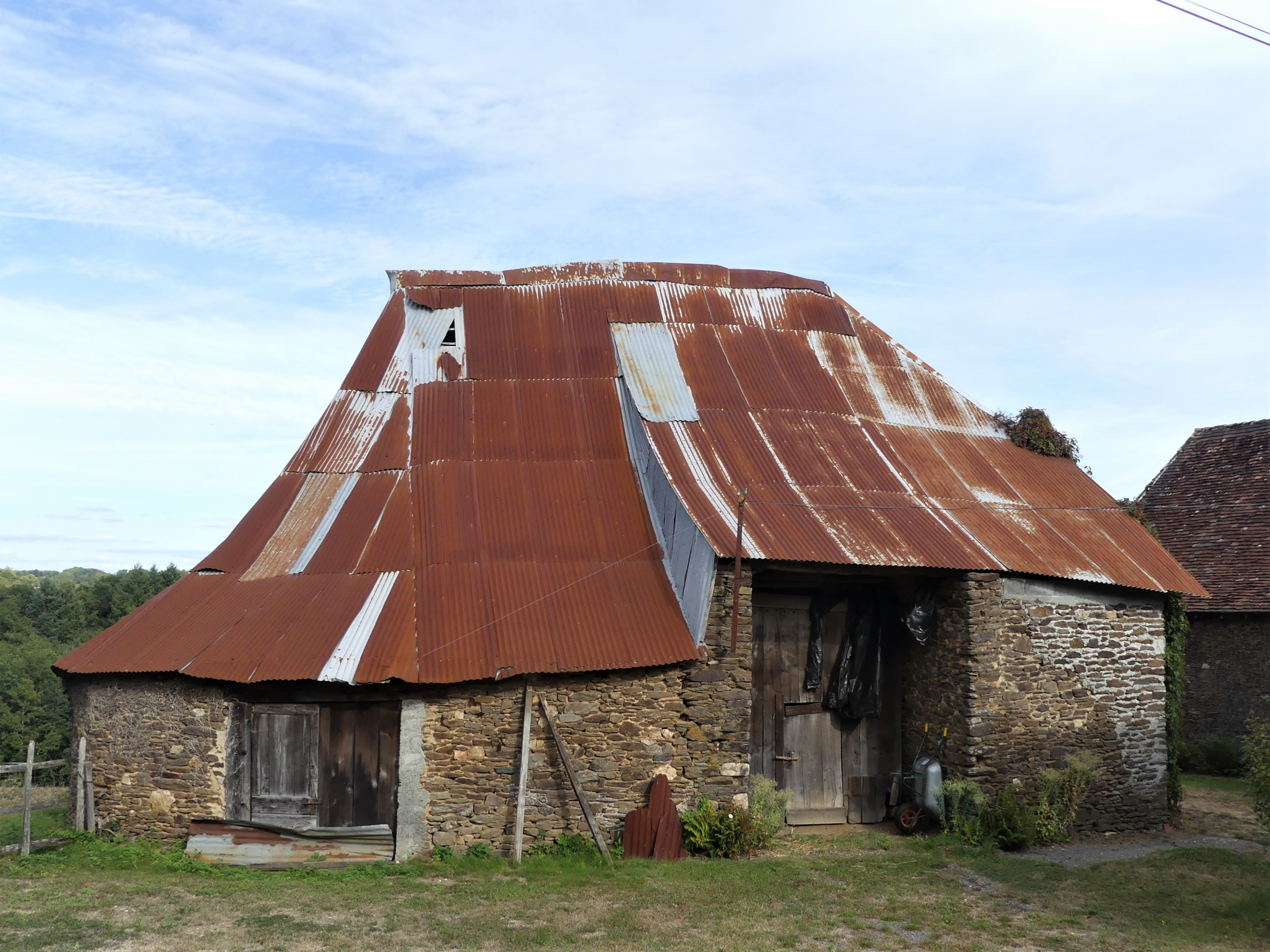
La grange ovale de l'Échinlerie.

### Patrimoine naturel
La vallée de la Loue, les rives de l'étang de Rouffiac et en amont de ce dernier, la vallée du ruisseau de la Ganne, font partie d'une zone naturelle d'intérêt écologique, faunistique et floristique (ZNIEFF) de type 1 à dominante boisée,.

### Personnalités liées à la commune
Édouard Levé a publié un recueil de photographies d'Angoisse.

### Angoisse dans les arts
Angoisse est citée dans le poème d’Aragon, Le Conscrit des cent villages, écrit comme acte de Résistance intellectuelle de manière clandestine au printemps 1943, pendant la Seconde Guerre mondiale.

## Pour approfondir